# Willkommen in der blutigen Stadt
Willkommen in der blutigen Stadt ist ein kanadisch-britischer Science-Fiction-Film und Western von Peter Sasdy aus dem Jahr 1977.

## Handlung
Fünf Personen finden sich außerhalb der Westernstadt Blood City wieder. Sie haben keine Erinnerung mehr an ihre Vergangenheit und wissen auch nicht, wie sie hierher gelangten. Als Information finden sie nur eine kurze Notiz, nach der sie alle verurteilte Mörder sind. In der Stadt stellen sich ihnen nur zwei Optionen dar: als Sklaven zu arbeiten oder sich in der Gesellschaft nach oben zu arbeiten; was nur durch das Töten der Anderen vonstattengeht. Michael Lewis entscheidet sich zu kämpfen und zu töten. Was er nicht ahnt: Blood City ist eine von Wissenschaftler mithilfe von Computern erschaffene virtuelle Realität. Mithilfe dieses Programms will das Militär Elitekämpfer auswählen.

## Hintergrund
Die deutsche Erstaufführung erfolgte 1982 auf Videokassette. Neben Rainer Werner Fassbinders Welt am Draht war dies einer der ersten Filme, die sich mit Virtueller Realität beschäftigten.

## Rezeption
Das Lexikon des internationalen Films befand, es sein „ein handwerklich recht geschickter Science-Fiction-Film, dessen Kritik am Mißbrauch moderner Technik und an der Manipulation des Menschen letztlich aber der Faszination dieses Gedankens unterliegt.“. Dagegen urteilten die Kritiker der Variety, „auch wenn die ursprüngliche Konzeption des Films Spuren von Intelligenz enthalten haben mag, würde das schweizerkäselöchrige Skript mit jeder Wendung uninteressanter und inkohärenter. Folgerichtig sei der Mix aus Science-Fiction und Western weder in der je eigenen Kategorie noch als Gesamtwerk befriedigend.“